# Clytocerus carbonarius
Clytocerus carbonarius är en tvåvingeart som beskrevs av Tonnoir 1939. Clytocerus carbonarius ingår i släktet Clytocerus och familjen fjärilsmyggor.
Artens utbredningsområde är Uganda. Inga underarter finns listade i Catalogue of Life.